# کوشینگ (نبراسکا)
کوشینگ(به انگلیسی: Cushing) شهری در ایالت نبراسکا کشور ایالات متحده آمریکا است که جمعیت آن در سرشماری سال ۲۰۱۰ میلادی، ۳۲ نفر بوده‌است.